# Grisin des montagnes
Espèce
Statut de conservation UICN

 LC A3c : Préoccupation mineure
Le Grisin des montagnes (Formicivora serrana) est une espèce de passereaux de la famille des Thamnophilidae. 
Il est endémique dans les États de Rio de Janeiro, Espírito Santo et Minas Gerais au sud-est du Brésil. L'Union internationale pour la conservation de la nature (UICN) a évalué l'état de conservation de cet oiseau comme étant une préoccupation mineure (LC).